# Pro Libertate (videójáték)
A Pro Libertate 2006-ban megjelent, magyar fejlesztésű stratégiai játékprogram, mely két időszakot, a Rákóczi-szabadságharcot és az amerikai függetlenségi háborút tartalmaz. A játék magyar nyelvű változata az Oktatási Minisztériummal kötött szerződés értelmében Magyarországon ingyenesen letölthető, külföldön az angol nyelvű változat dobozos kiadásban megvásárolható.

## Kiadása
A játék előzménye az 1848 című stratégiai játék, melynek fejlesztését az oktatási tárca finanszírozta. A Pro Libertate fejlesztését szintén támogatta a minisztérium: 12 millió forinttal, ezzel megvásárolva a hazai terjesztési jogokat. A minisztérium annak érdekében, hogy a fiatalok játékos formában ismerkedjenek meg a magyar történelem egyes korszakaival, Magyarországon ingyenessé tette a szoftvert. A program megjelenését követően nem sokkal a felhasználók egy hibát fedeztek fel, ami felülírta, vagyis "elrontotta" a gépre telepített fontokat. Később kiderült, hogy egy, a Pro Libertatéban használt, szerzői jogi szempontból tisztázatlan felhasználású betűtípus okozta a bajt. A fejlesztők hamarosan egy újabb telepítőkészlet kiadásával orvosolták a problémát.
A szoftver angol nyelvű változatának külföldi terjesztése 2007-ig nem váltotta be a hozzá fűzött reményeket: a program egy év alatt mindössze 2-3000 példányban kelt el, ami jóval alatta marad a megtérüléshez szükséges ötezer darabtól.

## A játék
A program két játékot tartalmaz, gyakorlatilag azonos játékmenettel, eltérő történelmi korszakokat feldolgozva. A Pro Libertate (mely végül az egész játék neve is lett) a Rákóczi-szabadságharc eseményeit dolgozza fel, a For Liberty! pedig (mely név az angol nyelven kiadott, külföldön terjesztett dobozos változat címe lett) az 1775 és 1783 között zajló amerikai függetlenségi háborút mutatja. Ez utóbbi leginkább azért került a programba, hogy a külföldiek számára kevéssé ismert magyar szabadságharc mellett, egy ismertebb háború eseményei is játszhatóvá váljanak, amivel a fejlesztők a külföldi terjesztést kívánták elősegíteni.

### Játékmenet
A játék műfaja körökre osztott stratégia, egy-egy kör egy hétnek felel meg az adott történelmi időszakban. Hol a játékos lép, hol a számítógép. A játékos választhat, hogy a magyar vagy az osztrák, illetve az angol vagy az amerikai csapatokat kívánja irányítani. Mindkét játék igazodik a történelmi dátumokhoz: a Pro Libertate 1703-ban kezdődik, a For Liberty! 1775-ben. A játék során csak a csapatokat kell mozgatni, toborozni és továbbképezni őket. Noha számítanak egyes gazdasági tényezők is, azokra a játékos nincs befolyással: az ellátás automatikus, a háború finanszírozásához szükséges pénzösszeg meghatározott, nem bővíthető, illetve az elfoglalt területek arányában nő az adóbevétel jóvoltából.
Mindkét játékban a választható hadvezérek valós történelmi személyiségek, katonatisztek. Az egyes csatákra befolyással bír a csapatok vezetőjének tulajdonsága, tapasztalata, morálja, a csapatok ellátottsága és hadrafoghatósága. A játékok azt szemléltetik, hogy egy-egy ország (Magyarország és Amerika) függetlenségért vívott harca a jól felszerelt, létszámban, fegyverzetben és ellátmányban egyaránt jobb helyzetben lévő megszálló csapatok (Habsburg és az Brit Birodalom) ellen milyen nehéz feladat elé állította a szabadságukért küzdőket. Ismeretes: míg a Rákóczi-féle szabadságharc 1711-ben elbukott, az amerikai függetlenségi háborúban végül győztek a szabadságharcosok.